# Siergiej Rozanow
Siergiej Aleksandrowicz Rozanow, ros. Сергей Александрович Рoзaнoв (ur. 20 października 1989) – rosyjski choreograf i trener łyżwiarstwa figurowego. Wcześniej łyżwiarz figurowy, startujący w konkurencji solistów.
Przed 2017 rokiem występował w pokazach łyżwiarskich Ilji Awierbucha. W 2017 roku dołączył do zespołu trenerskiego Eteri Tutberidze jako trener grup dziecięcych (10-15 lat) w klubie Sambo-70 w Moskwie, gdzie przybył tuż po swoim przyjacielu Daniile Glejchiengauzie. Pracował m.in. z Wieroniką Żyliną, Aleksandrą Trusową i Aloną Kostorną, której pomagał w nauce potrójnego axla. Oprócz pracy trenerskiej, współpracował z Aliną Zagitową przy reklamie wody.
W 2020 roku po przejściu Trusowej i Kostorny do nowego trenera, Jewgienija Pluszczenki, on również dołączył do sztabu szkoleniowego Pluszczenki (Angels of Plushenko), gdzie został choroegrafem i jednym z głównych trenerów Kostornej.

## Osiągnięcia
| Mistrzostwa Rosji          | 17 | 18 |
| Mistrzostwa Rosji juniorów | 12 |    |